# میان‌بر میک
میانبر میک نام یک فیلم وسترن آمریکایی (۲۰۱۰) است که کلی رایشارد آن را کارگردانی نموده است. این فیلم در رقابت شصت و هفتمین دوره جشنواره فیلم ونیز نمایش داده شد. داستان آن تاحدودی مبتنی بر واقعه تاریخ رخ داده در مسیر اورگن در سال ۱۸۴۵ است که در آن واقعه یک بلد مرزی به نام استیون میک، واگن قطاری را از میان صحرای اورگن در مسیری هدایت نمود که بعدها با نام «میانبر میک» در غرب ایالات متحده معروف شد. هدایت نمود.

## بازیگران
- میشل ویلیامز در نقش امیلی تثرو
- بروس گرینوود در نقش استیون میک
- شرلی هندرسون در نقش گلوری وایت
- نیل هاف در نقش ویلیام وایت
- پل دانو در نقش توماس گیتلی
- زوئی کازان در نقش میلی گیتلی
- تامی نلسون در نقش جیمی وایت
- ویل پاتون در نقش سولومون تثرو
- راد روندو در نقش کایوس